# مایو

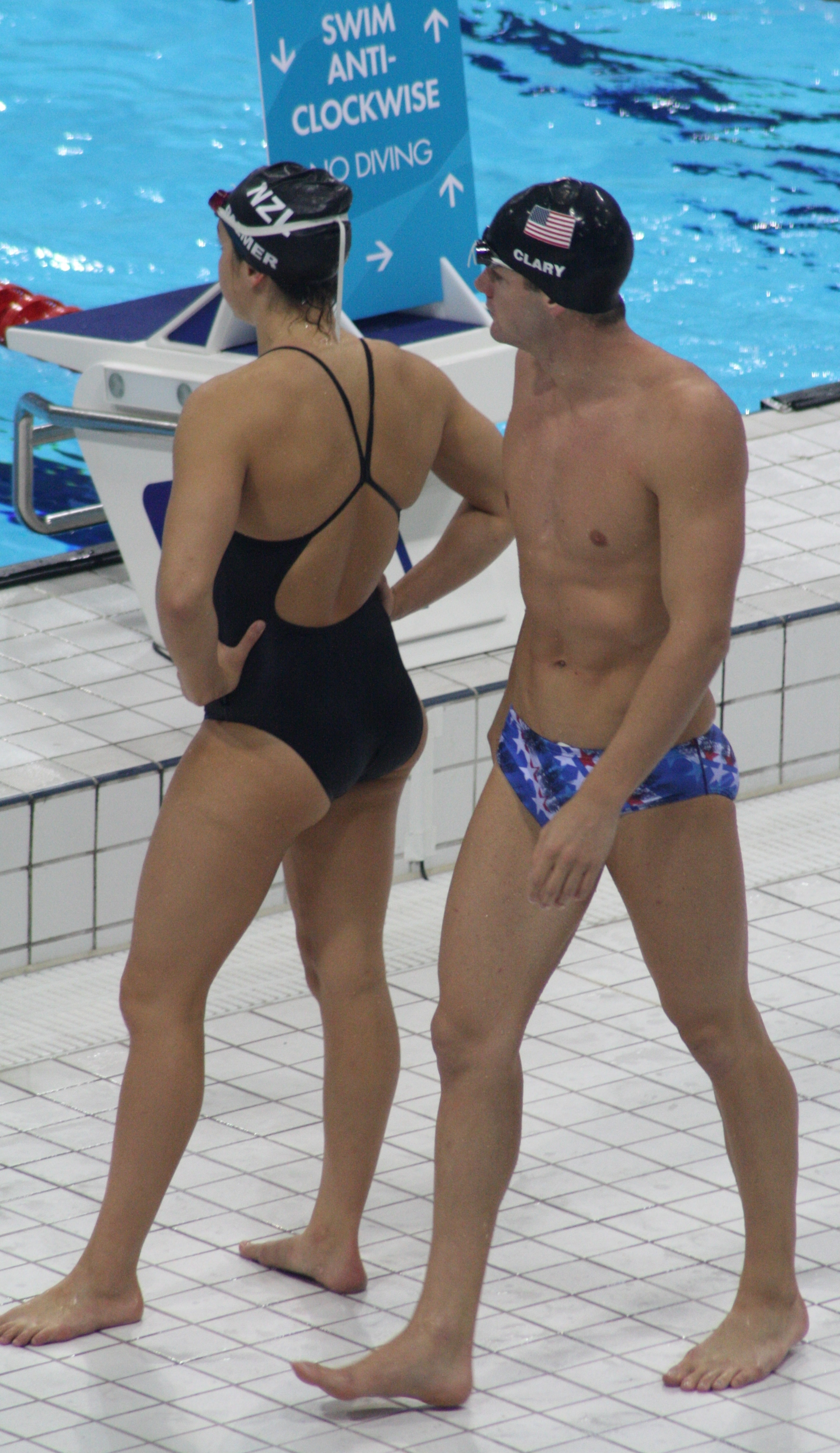
نمونه‌ای از لباس شنای مردانه (راست) و زنانه (چپ) در یک استخر، المپیک ۲۰۱۲

لباس شنا، مایو (به فرانسوی: Maillot) یا سوییم سوییت (به انگلیسی: Swimsuit) نام لباسی است که برای شنا کردن از آن استفاده می‌شود. جنس لباس شنا معمولاً از الیاف مصنوعی است.
روندها و فناوری‌های جدید در مایو:
در سال‌های اخیر، نوآوری‌های قابل توجهی در طراحی و ساخت مایوها صورت گرفته است. تولیدکنندگان به طور فزاینده‌ای از فناوری‌های پیشرفته و مواد جدید برای بهبود عملکرد، راحتی و دوام مایوها استفاده می‌کنند. برخی از این پیشرفت‌ها عبارتند از:
- مواد: استفاده از پارچه‌هایی مانند پلی استر، اسپندکس، نایلون و PBT که مقاومت بالایی در برابر کلر، نور خورشید و سایش دارند. همچنین، برخی از شرکت‌ها به استفاده از مواد بازیافتی و پایدار برای تولید مایو روی آورده‌اند.
- طراحی: طراحی‌های مدرن و جذاب با الگوها و رنگ‌های متنوع، از جمله طرح‌های گل و گیاه، خطوط هندسی و رنگ‌های نئون. مایوهای دو تکه با قابلیت تنظیم و مایوهای اسپرت با تمرکز بر عملکرد و راحتی نیز محبوبیت زیادی پیدا کرده‌اند.
- فناوری: استفاده از فناوری‌هایی مانند فیبرهای کربنی برای افزایش کارایی شناگران حرفه‌ای، و همچنین طراحی مایوهایی با قابلیت کاهش نیروی کشش آب و بهبود عملکرد ورزشی. برخی از مایوها با همکاری ناسا طراحی شده‌اند و از تکنیک‌های جوشکاری مافوق صوت برای اتصال قطعات استفاده می‌کنند.

این تحولات نشان‌دهنده توجه روزافزون به بهبود تجربه شنا و افزایش کارایی ورزشکاران از طریق نوآوری در صنعت مایو است.

## ریشه شناسی
واژهٔ مایو (به فرانسوی: Maillot de bain) از زبان فرانسوی وارد زبان فارسی شده‌است.

## تاریخچه مایو زنانه
قدیمی‌ترین تصاویر از لباس‌های شبیه مایو دو تکه زنان ورزشکار به دوران یونان و روم باستان برمی‌گردد؛ برای مثال در موزاییکی از ویلای رومی Villa Romana del Casale در سیسیل (قرن چهارم میلادی)، زنانی در حال ورزش با لباس‌هایی شبیه بیکینی امروزی به تصویر کشیده شده‌اند که به دختران بیکینی شهرت دارند و یافته‌های دیگر در پمپئی الهه ونوس را با پوششی مشابه نشان می‌دهند.
تا قرن هجدهم نیاز چندانی به لباس شنا نبود و شنا در فضای باز در غرب مسیحی تشویق نمی‌شد؛ لباس‌های حمام آن زمان گشاد و از جنس پشم یا فلانل بودند که هنگام خیس شدن سنگین می‌شدند و حجب و حیا را حفظ می‌کردند. اوایل قرن بیستم، تحول بزرگی رخ داد: در سال 1907، شناگر استرالیایی آنت کلرمن (Annette Kellerman) با لباس شنای یک‌تکه چسبان در ساحل بوستون دستگیر شد؛ این لباس بازوها، پاها و گردن را نمایان می‌کرد و شبیه لباس‌های مردانه آن زمان بود، اما در نهایت موجب پذیرش گسترده لباس‌های شنا شد و تا سال 1910 در بخش‌هایی از اروپا رایج گردید.
در دهه‌های 1920 و 1930 با افزایش محبوبیت آفتاب گرفتن، مایوها با الیاف ریون، جرسی و ابریشم طراحی شدند که چسبان‌تر و راحت‌تر بودند و با ظهور مواد جدیدی مانند لاتکس و نایلون، استفاده از بندهای شانه‌ای قابل تنظیم و طراحی‌های بازتر ممکن شد. در طول جنگ جهانی دوم، کمبود پارچه باعث افزایش تولید مایوهای دو تکه با برش بیشتر شد.
تحول بزرگ بعدی معرفی بیکینی مدرن توسط لوئی رآر (Louis Réard) در ژوئیه 1946 بود؛ این طرح که بیکینی آتول نام گرفت، شامل دو مثلث پارچه برای سینه و دو مثلث برای ناحیه لگن بود که با بند به هم متصل می‌شد و چند روز قبل از آن، آزمایش بمب اتمی انجام شده بود. بیکینی در ابتدا جنجال‌برانگیز بود و در بسیاری کشورها ممنوع شد و حتی پاپ پیوس دوازدهم در سال 1951 آن را محکوم کرد، اما با پوشیدن این لباس توسط ستاره‌های سینما مانند بریژیت باردو و اورسولا آندرس و حضور گسترده در رسانه‌ها، به تدریج پذیرفته شد و تا اواسط دهه 1960 در اکثر کشورهای غربی رایج گردید.
تا سال 1988، بیکینی تقریبا 20 درصد از فروش مایوها در آمریکا را شامل می‌شد و در اوایل دهه 2000، کسب و کار بیکینی به 811 میلیون دلار در سال رسید؛ ارزش بازار جهانی لباس شنا تا سال 2017 به 18.5 میلیارد دلار بالغ شد و خدمات جانبی مانند وکس و برنزه کردن نیز محبوبیت یافتند، نشان‌دهنده جایگاه محوری مایو در فرهنگ و صنعت مد زنان.

## مایو بانوان
مایوهای زنانه بر چهار گونهٔ یک‌تکه، دوتکه، سه‌تکه و اسلامی است.
یک تکه در جلو از شرمگاه تا بالای سینه را می‌پوشاند، در دوتکه تکه‌ای در جلو شرمگاه را پوشانده و در عقب بخشی (در حالت کمینه تنها چاک باسن) تا تمام باسن را می‌پوشاند. تکهٔ دیگر در جلو سینه‌ها را می‌پوشاند و در پشت معمولاً دو بند آن به هم می‌رسند. از این رو پشت مایو و نیز شکم از زیر سینهٔ وی عریان است. سه‌تکه دارای همان بخش‌های دوتکه‌است به اضافه بخش سوم که تکه پارچه‌ای است که دور باسن و شرمگاه پیچیده شده و همانند یک دامن بسیار کوتاه، برآمدگی‌های باسن و چاک‌های شرمگاه را میپوشاند.
مایو اسلامی مدل سمیرا طراحی شده در اندونزی دست‌ها تا مچ، پاها تا مچ و تمام بدن تا گردن را می‌پوشاند. علاوه بر آن دامن کوتاهی نیز به آن ضمیمه‌است. نوع دیگر مایوی اسلامی «بورکینی» نامیده می‌شود و در توسط شرکت آهیدا طراحی شده‌است. این نوع از مایو اسلامی فاقد دامن بوده و در عوض گردن و موها را می‌پوشاند.
| نام مایو                       | نگاره | شرح |
| ------------------------------ | ----- | --- |
| مایو ساده (تانک‌سوییت، maillot) |       | عمومی‌ترین و ساده‌ترین مایوی زنانه. |
| بیکینی (معروف به مایو دو تکه)  |       | یک تکه برای پوشش سینه٬تکه دیگر بر روی شرم‌گاهی و بین این‌دو تکه بدن نمایان است. بیکینی در مدل‌ها و اندازه‌های گوناگون ساخته می‌شود.       |
| تانکینی (نوع پوشیده‌تر بیکینی)  |       | دو تکه است ولی قسمت بالایی٬ سینه و شکم را می‌پوشاند.                                                                                  |
| مونوکینی (یا مایوی تک)         |       | در واقع همان بیکینی است بدون تکه پوشاننده سینه. خانم‌های استفاده‌کننده تنها قسمت شرم‌گاهی را پوشانده و سینه‌ها آزاد و بدون پوشش می‌مانند. |
| بورکینی                        |       | تمامی بدن را می‌پوشاند. |

## مایو مردان
مایوهای مردان به‌طور عادی شلوارکی است که به خاطر داشتن حالت کشدار از برخاستن (نعوظ) آلت هنگام شنا در مردانی که به علت داشتن آستانه تحریک پایین با حرکت در آب دچار نعوظ می‌شوند جلوگیری می‌کند.
مایو مردانه به دو فرم رایج رکابی و پاچه‌دار در بازار ایران وجود دارد.
بهتر است هنگام شنا از مایو استفاده شود زیرا در سرعت و کیفیت شنا تأثیر دارد.

## نگارخانه

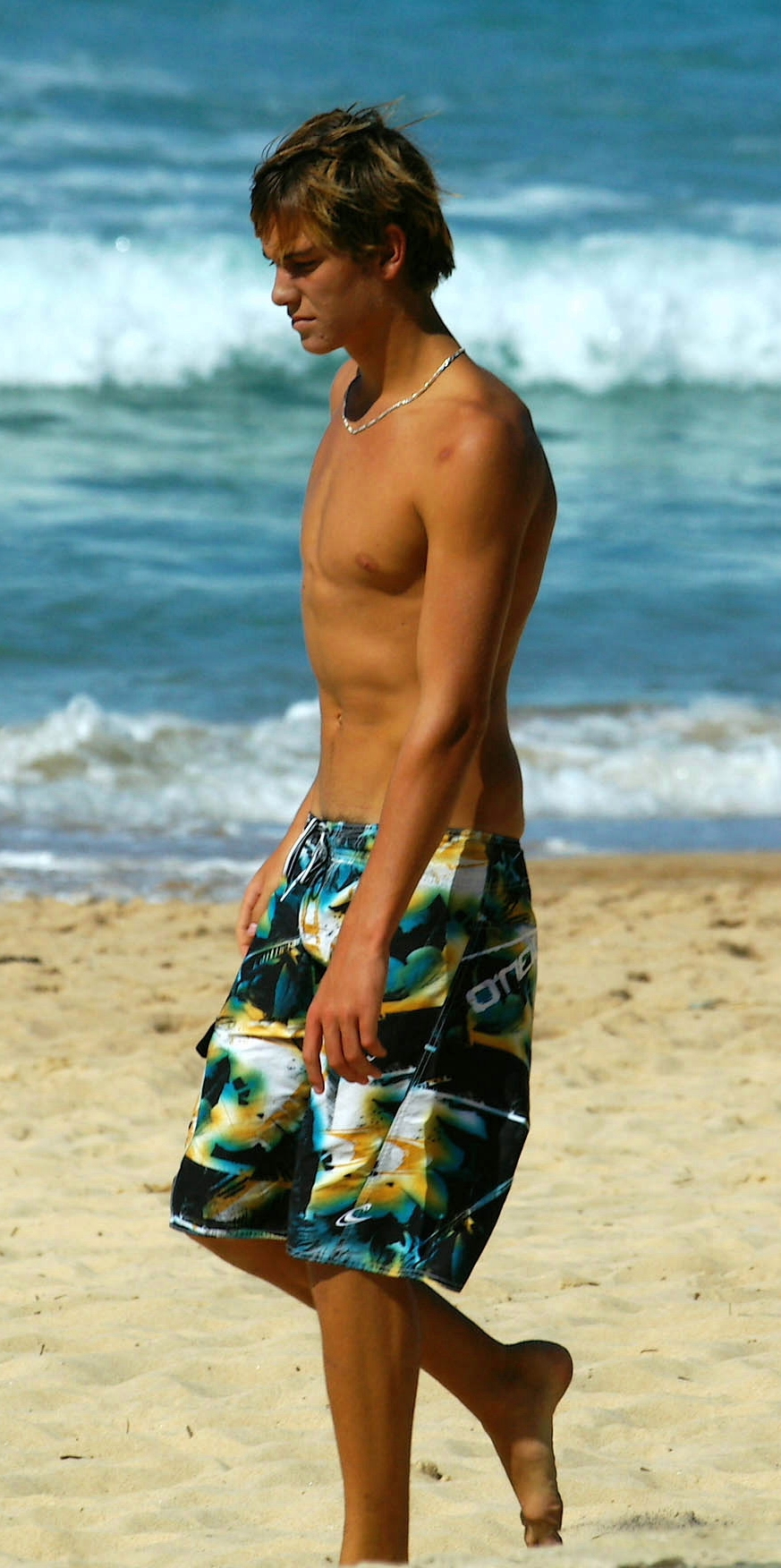
یک مایوی گشاد تا زانو
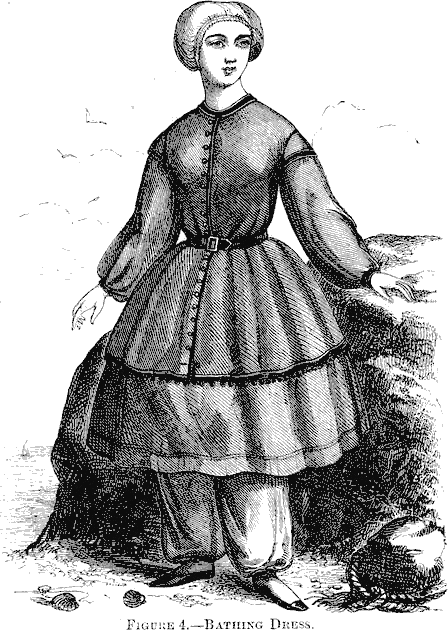
یک لباس شنای زنانه در سال ۱۸۵۸
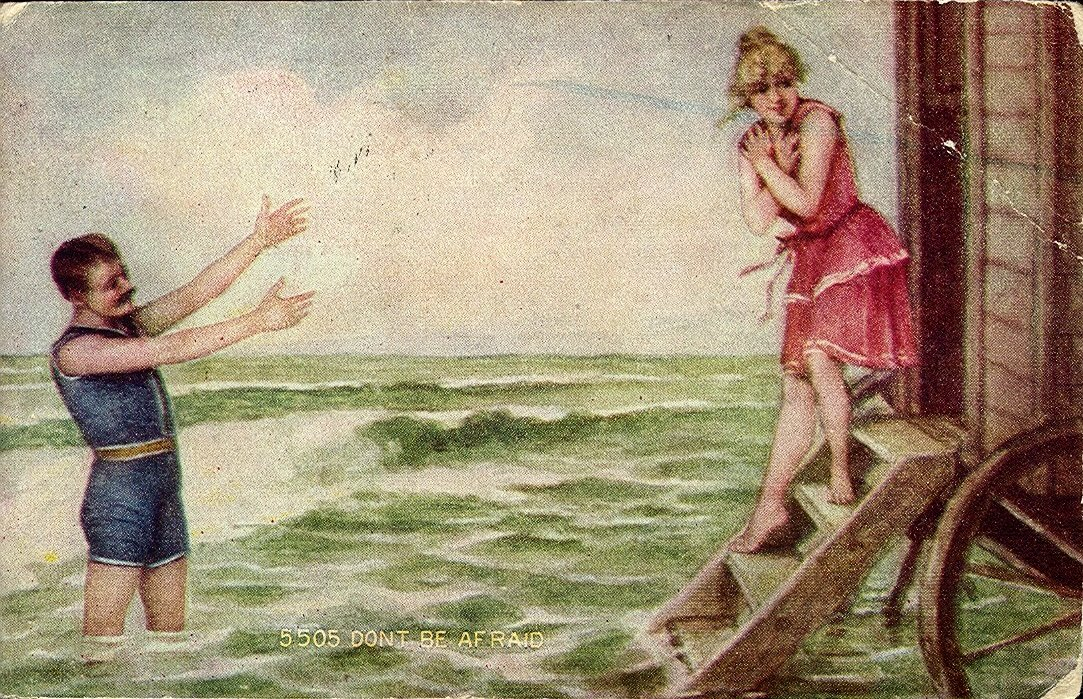
مرد و زن در لباس شنا
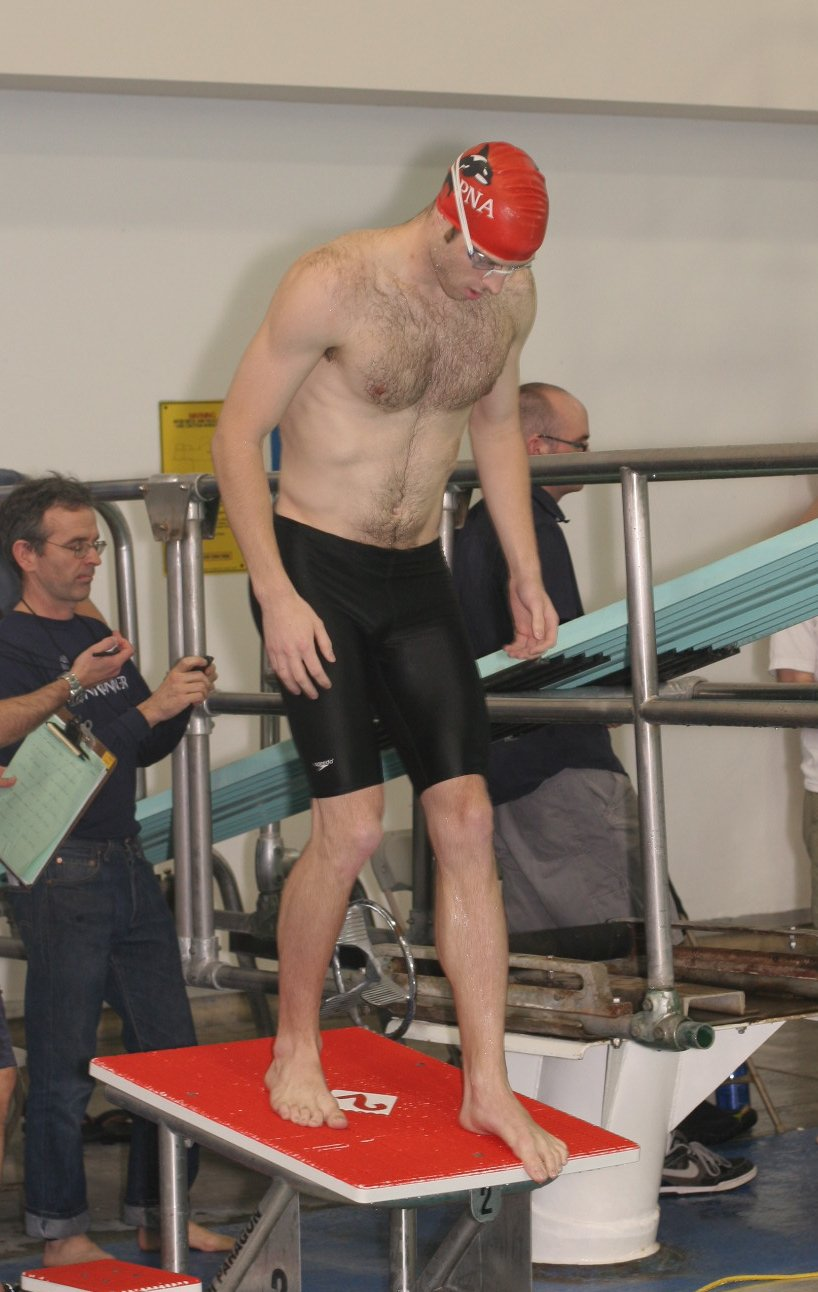
یک مایو که معمولاً در مسابقات شنا پوشیده می‌شود
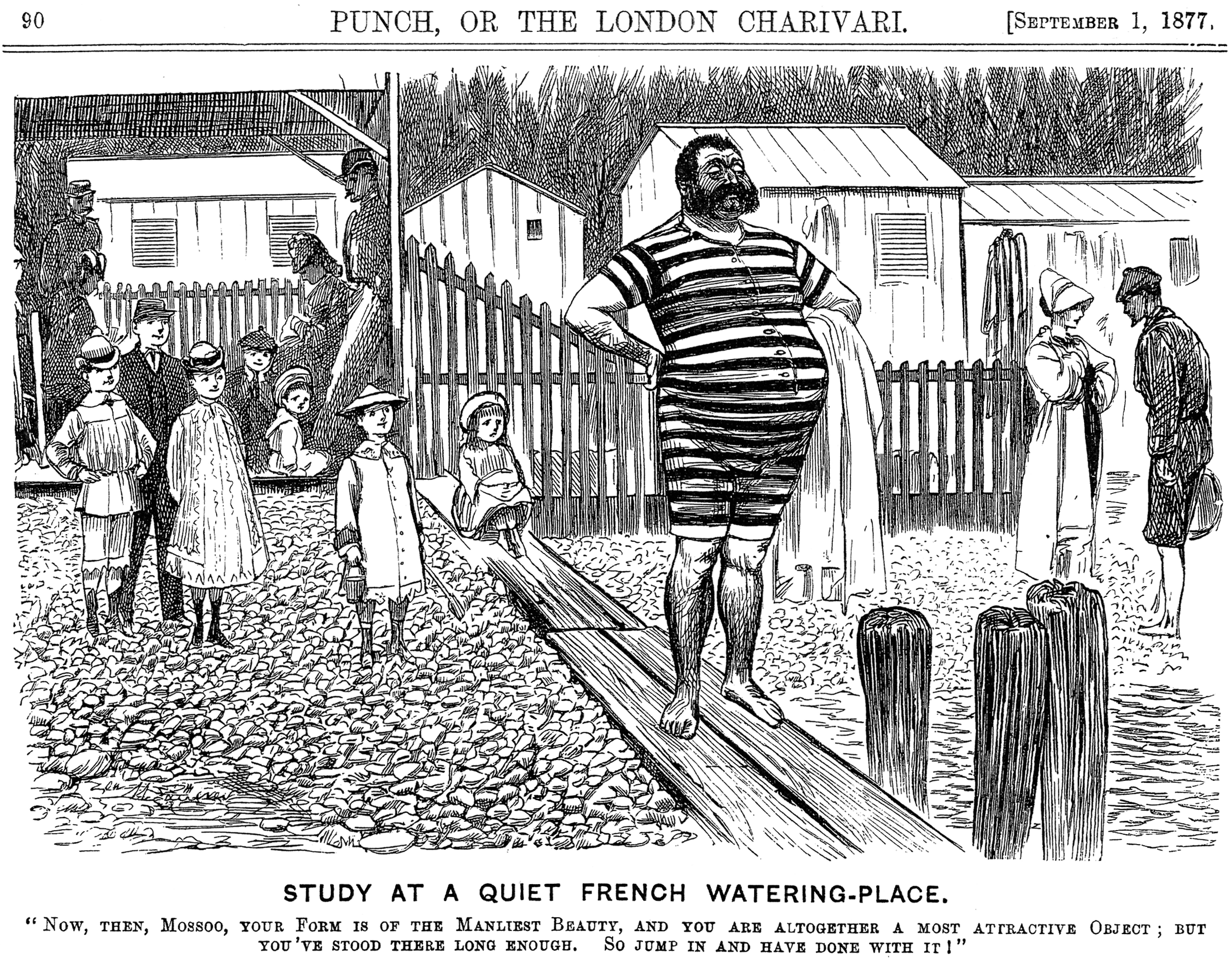
یک کارتون در سال ۱۸۷۷ که لباس شنای مردان و بچه‌ها را نشان می‌دهد
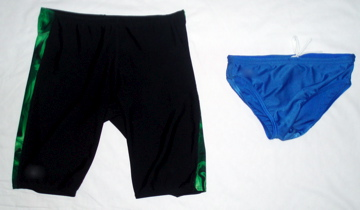
مایوی کوتاه و مایوی بلند
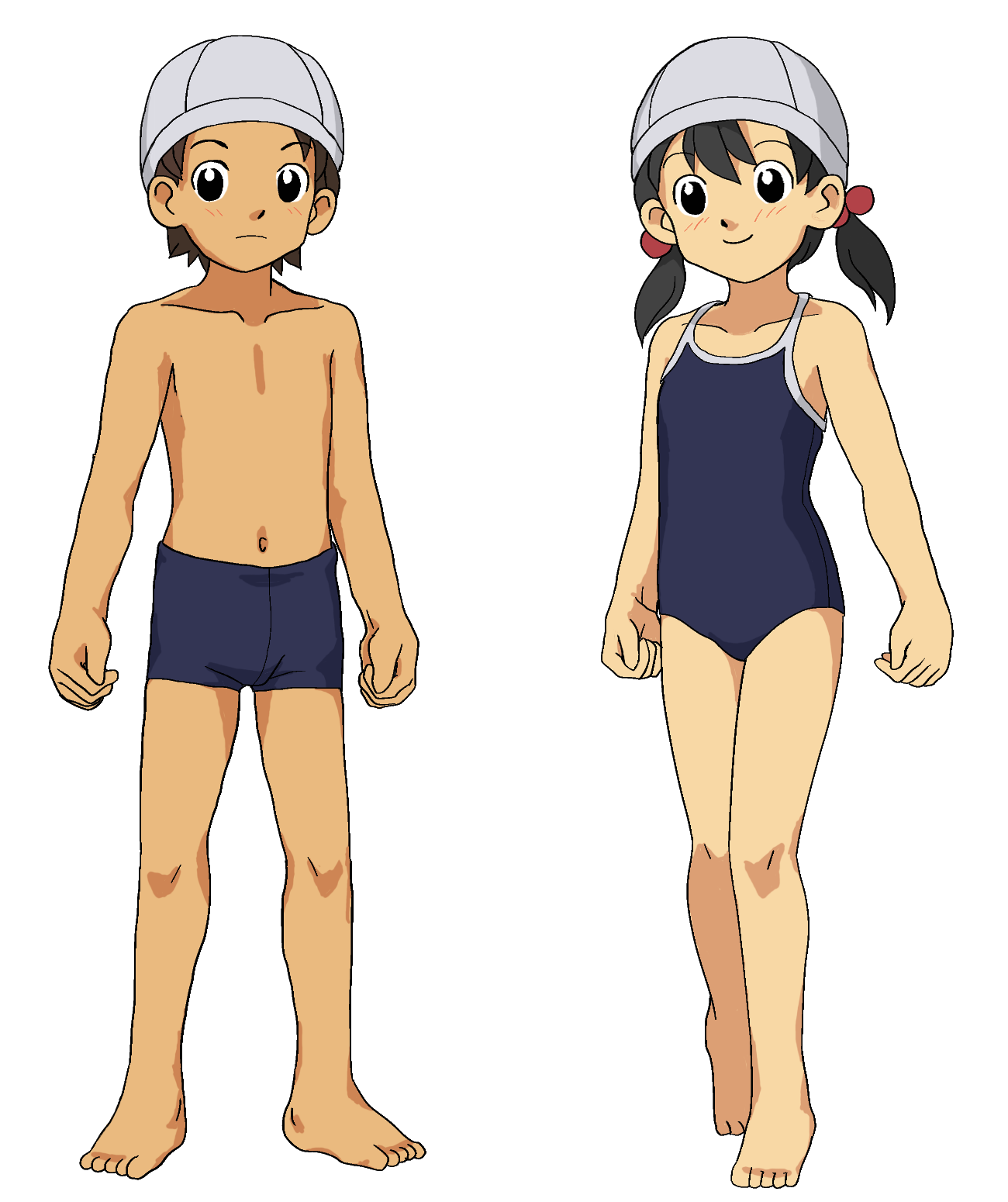
مایوی زنانه و مایوی مردانه
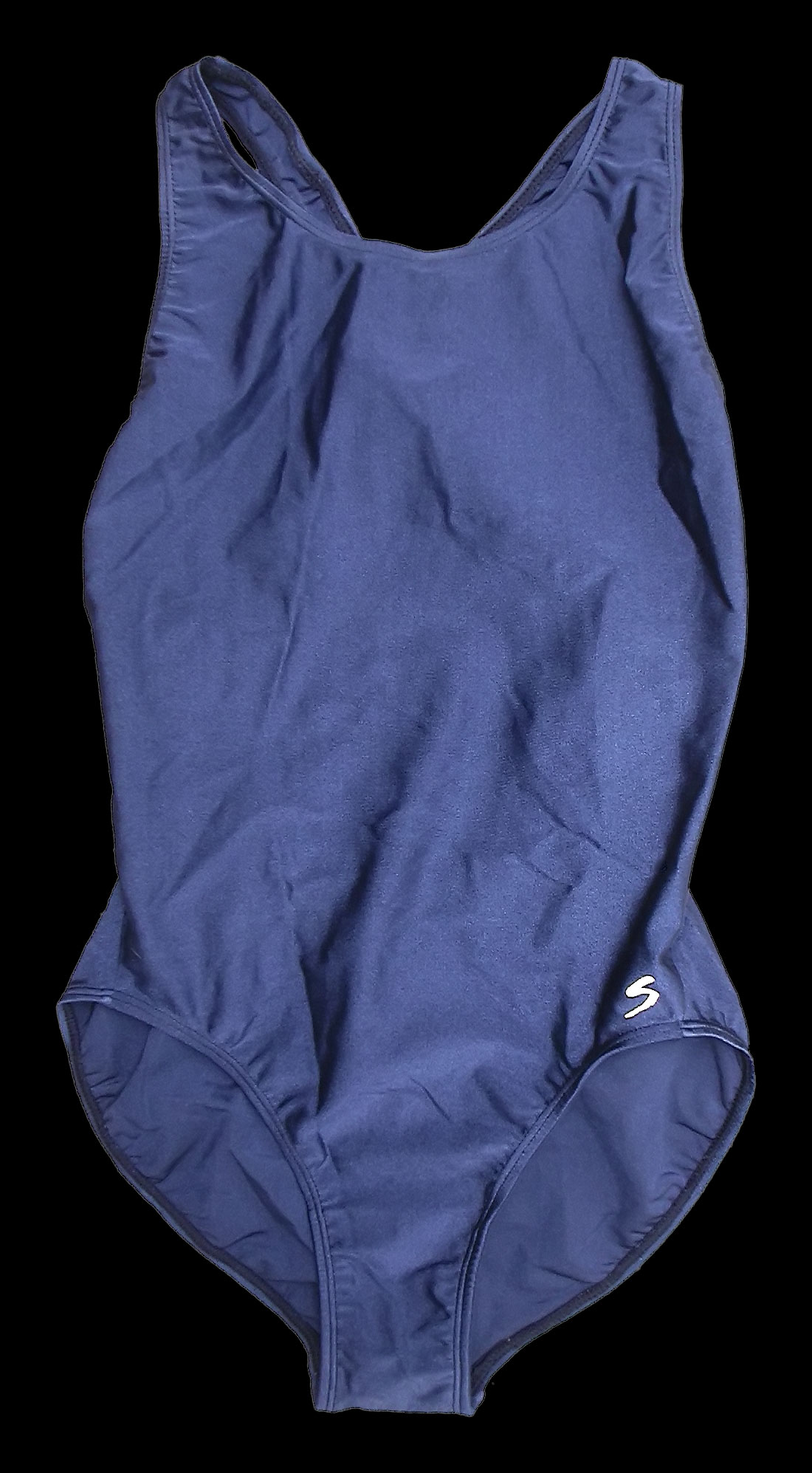
یک مایوی زنانه
بیکینی